# 卡隆赫-德塞加拉
卡隆赫-德塞加拉，是加泰罗尼亚巴塞罗那省的一个市镇。总面积37平方公里，总人口203人（2013年），人口密度5.5人/平方公里。